# Photo District News
Photo District News (ou PDN) est une publication mensuelle américaine pour les photographes professionnels, publié pour la première fois en 1980. PDN est détenu par Nielsen Company et a ses quartiers généraux à New York.